# Warenwetbesluit Gereserveerde aanduidingen
Het Warenwetbesluit Gereserveerde aanduidingen is een uitvoeringsbesluit krachtens de Nederlandse Warenwet.
Het besluit regelt beschermde productaanduidingen voor azijn, mayonaise, vruchtenwijn, bier en gedistilleerde drank, roomijs, mosterd, limonade of frisdrank en kaviaar. Het beschrijft de eigenschappen waaraan de produkten moeten voldoen, bijvoorbeeld dat limonade of frisdrank geen alcohol mag bevatten, tenzij dit door een natuurlijk gistingsproces onbedoeld en onvermijdelijk aanwezig is tot een maximum van 5 promille.